# 프레토로
프레토로(이탈리아어: Pretoro)는 이탈리아 아브루초주 키에티도에 있는 코무네이다. 마이엘라 국립 공원에 위치해 있다. 지리적으로는 이탈리아 중부에 속하지만, 나폴리 왕국의 일부였기에 지정학적으로는 이탈리아 남부로 구분한다. 마이엘라 산맥 동쪽 언덕 위에 있다. 스키 슬로프가 건설되어 있어서 동계 스포츠를 즐길 수 있고 마을에서 아드리아 해까지 차로 20분밖에 걸리지 않는다.

## 역사
프레토로 지역은 선사 시대 이후에 사람이 살기 시작한 곳이다. 라틴어로 적힌 고대 로마 시대의 비문이 발견되기도 하였다. 마을에 대한 첫 역사적 언급은 12세기의 기록에 나온다. 프레토로의 지명은 이탈리아어로 돌을 뜻하는 피에트라(pietra)의 고어(古語)인 프레타(preta)에서 유래되었다. 이곳은 바위로 된 지역에 있어서 경작이 불가능하기 때문에, 농업 대신 마을 주위를 둘러싸고 있는 너도밤나무 숲에서 나오는 목재를 이용하여 수 세기 동안 목각 생산품 제작이 특화되어 발전하였다.

## 억양
이곳 사람들은 특이한 방언을 사용하는데 단어의 발음과 표현 방식이 매우 흥미롭다.
예) 한국어: 나는 어젯밤에 학교를 갔다. / 이탈리아어: Sono uscito ieri sera (소노 우시토 이에리 세라) / 프레토로 방언: So 'schoit sair (소 스코이트 사이르)